# Elecciones generales de Uruguay de 2014

Resultados por circunscripción electoral.

Las elecciones generales del Uruguay de 2014 se llevaron a cabo los días 26 de octubre y 30 de noviembre de ese año. Ninguna de las fórmulas presidenciales logró la mayoría absoluta de los votos emitidos en primera vuelta, por tanto se realizó una segunda vuelta (balotaje) el día 30 de noviembre de 2014, resultando victoriosa la fórmula presidencial de Tabaré Vázquez y Raúl Fernando Sendic. El Frente Amplio fue el partido más votado, obteniendo la mayoría absoluta de las dos cámaras legislativas. 
Junto con estas elecciones se llevó a cabo un plebiscito para bajar la edad de imputabilidad de 18 a 16 años, el cual fue impulsado por los sectores mayoritarios del Partido Nacional y Colorado y contó con la oposición del partido de gobierno: Frente Amplio. Dicho plebiscito no alcanzó los votos suficientes para ser aprobado.

## Generalidades
El voto en Uruguay es obligatorio y quien no pudiese votar sin causa fundada incurrirá en una multa o se verá sancionado con la imposibilidad de realizar varios trámites públicos. Según la Constitución de Uruguay, el voto no es solamente un derecho del ciudadano sino que es, sobre todo, un deber como ciudadano, además de una obligación.
Se celebrará la primera vuelta de las elecciones de Presidente y Vicepresidente. Cada partido político presenta un único candidato a la elección nacional, definido a través de las elecciones internas de junio.
El mismo día se eligen todos los senadores y diputados que integrarán la XLVIII Legislatura del Poder Legislativo de Uruguay.
Los candidatos oficiales a las elecciones presidenciales se definen a través de las elecciones internas llevadas a cabo el mismo año. Para que un lema pueda presentarse a dicha instancia debe alcanzar al menos 500 votos en la elección interna.

## Particularidades
En estas elecciones se han incorporado alrededor de 250.000 electores, la gran mayoría de ellos jóvenes que crecieron en el siglo XXI al influjo de las tecnologías de la información. Los partidos políticos enfrentaron el gran desafío de incorporar a estos electores que no son consumidores de medios de prensa tradicionales.
Los publicistas a cargo de las campañas han tomado nota de esta evolución en el electorado, y se aprestaron a incrementar la participación a nivel de redes sociales. Por otra parte, una encuesta de la empresa CIFRA reveló que en el universo de jóvenes que sufragaban por primera vez, 60% dijo que votaría al Frente Amplio, 12% al Partido Nacional, 9% al Partido Colorado, en tanto que 19% dijo que no sabía o no quiso contestar.
Por única vez se decidió adelantar las elecciones internas al 1 de junio, con motivo de realización del mundial de fútbol en Brasil.

### La campaña
Como el ciclo electoral de Uruguay es prolongado, es correcto afirmar que la campaña proselitista dura varios meses. Y esta ocasión no ha sido la excepción: apenas terminadas las elecciones internas del 1 de junio, los comentarios de los candidatos comenzaron a repercutir en la opinión pública. Un ejemplo de ello fue el anhelo expresado por Luis Lacalle Pou: "Está muy bien Maracaná, pero yo quiero ganar el mundial del 2014" (con un doble sentido: que Uruguay gane hoy el mundial de fútbol, y que él gane la elección presidencial); esto fue retrucado por Tabaré Vázquez con la idea de que "la ciudadanía deberá elegir entre la selección mayor y la sub-20", en velada alusión a su experimentado equipo de gobierno que contrasta con la juventud de Lacalle Pou.
En las fórmulas presidenciales aparecieron apellidos muy relevantes para la historia reciente del Uruguay, que una y otra vez volvieron a ser usados como sinónimo de crítica. Por ejemplo, Raúl Sendic acusó a Pedro Bordaberry de ocultar su apellido y a Luis Lacalle Pou de usarlo en su beneficio.
Desde agosto ya se fueron anunciando apoyos ante un eventual balotaje, como el de Amorín a Lacalle Pou.
Un tema recurrente en los medios y en las manifestaciones recíprocas entre candidatos, ha sido la falta de debates televisivos. En una ocasión aparecieron juntos los cuatro candidatos que reunían más favoritismo en las encuestas (Vázquez, Lacalle Pou, Bordaberry, Mieres) en la Rural del Prado, y cada uno fue exponiendo sus ideas sobre determinados temas; fue prácticamente la única instancia en la que se pudieron cotejar sus pensamientos casi en simultánea. En octubre hubo una convocatoria a todos los candidatos en el Ateneo de Montevideo, y estuvieron casi todos, menos Tabaré Vázquez.

## Partidos políticos habilitados para las elecciones
A continuación, un listado de los partidos políticos que se registraron ante la Corte Electoral para participar en las elecciones de 2014 y que alcanzaron el mínimo legal de 500 votos en las internas de junio. Además de ellos, hubo otros dos partidos que no alcanzaron dicho mínimo necesario: Unión Para el Cambio (320 votos) y Partido Unidos (300 votos).
|  | Partido político / Coalición        | Posición       | Ideología                                                                                                | Fundación       | Elección 2009 | Triunfos presidenciales | Votos internas 2014 |
|  | ----------------------------------- | -------------- | --- | --------------- | ------------- | ----------------------- | ------------------- |
|  | Partido Nacional                    | Derecha        | Liberalismo económico, Conservadurismo, Nacionalismo, Humanismo                                          | 1836 (189 años) | Sí            | 6                       | 418.195 votos       |
|  | Frente Amplio                       | Izquierda      | Progresismo, Socialdemocracia, Izquierda Democrática, Socialismo, Comunismo.                             | 1971 (54 años)  | Sí            | 3                       | 301.972 votos       |
|  | Partido Colorado                    | Centroderecha  | Batllismo, Republicanismo, Liberalismo, Socioliberalismo, Socialdemocracia, Progresismo, Conservadurismo | 1836 (188 años) | Sí            | 29                      | 140.099 votos       |
|  | Unidad Popular *                    | Ultraizquierda | Comunismo, Socialismo, Marxismo-Leninismo, Antiimperialismo, Anticapitalismo                             | 2013 (12 años)  | No            | 0                       | 4.952 votos         |
|  | Partido Independiente               | Centro         | Socialdemocracia, Socialcristianismo                                                                     | 2002 (23 años)  | Sí            | 0                       | 4.149 votos         |
|  | P. Ecologista Radical Intransigente | Centro         | Ecologismo radical                                                                                       | 2013 (12 años)  | Sí            | 0                       | 1.596 votos         |
|  | Partido de la Concertación *        | Sin posición   | Sin ideología definida                                                                                   | 2013 (12 años)  | No            | 0                       | 1179 votos          |
|  | Partido de los Trabajadores         | Ultraizquierda | Trotskismo, Marxismo, Comunismo                                                                          | 1984 (41 años)  | Sí            | 0                       | 699 votos           |

(*) No participaron de las últimas elecciones.

## Presentación de candidaturas

### Candidaturas presidenciales
Luego de efectuadas las elecciones internas, se definieron los candidatos a la Vicepresidencia de la República.
- Frente Amplio: el expresidente Dr.Tabaré Vázquez (apoyado por los sectores mayoritarios del partido de gobierno y por el presidente José Mujica) derrotó a la senadora Constanza Moreira (apoyada por el Partido por la Victoria del Pueblo, Partido Socialista de los Trabajadores, etc). Tras una larga danza de nombres,[14] se definió que la fórmula presidencial la integrará junto al expresidente de ANCAP Raúl Sendic (h).[15]
- Partido Colorado: el Senador Pedro Bordaberry (Vamos Uruguay) resultó claro vencedor, seguido por José Amorín Batlle; el senador Manuel Flores Silva cosechó una magra votación. Pedro Bordaberry y el Intendente de Salto Germán Coutinho integrarán la fórmula presidencial del partido
- Partido Nacional: el diputado Luis Alberto Lacalle Pou ("Todos": alianza del herrerismo con otros grupos nacionalistas) venció a Jorge Larrañaga (Alianza Nacional, Correntada Wilsonista); también marcaron votos Alfredo Oliú (Vos más Voz) y Álvaro Germano (PAN). Lacalle Pou integrará con el Senador de la República Jorge Larrañaga la fórmula presidencial.[16]

- Partido Independiente: será representado por el exdiputado y Presidente del partido Pablo Mieres, con el ex Sub - Director de la OPP Conrado Ramos como compañero de fórmula;
- Unidad Popular: se postula al historiador Gonzalo Abella, acompañado por Gustavo López.
- Partido Ecologista Radical Intransigente (PERI): un partido nuevo que postula al Ing. Agr.  César Vega y por Richard Álvarez.
- Partido de los Trabajadores: presente en las lides electorales desde hace treinta años. La fórmula presidencial está compuesta por el bancario y sindicalista Rafael Fernández y por Andrea Revuelta.
- Partido de la Concertación: Se abstuvo de participar de las elecciones nacionales a pesar de conseguir los 500 votos mínimos. Su candidato en las elecciones internas fue José Luis Vera.

### Candidaturas al Senado y a la Cámara de Diputados
El mismo domingo 26 de octubre de 2014, además, se eligieron todos los senadores y diputados que integran la XLVIII Legislatura del Poder Legislativo de Uruguay.
| - Sublema: Más Frente Amplio para más desarrollo con igualdad; agrupa los sectores: - Compromiso Frenteamplista (lista 711), integrada por Raúl Sendic, Leonardo De León, Mabel Simois, Julio Calzada y Sebastián Torres. - Movimiento de Participación Popular (lista 609), integrado por José Mujica, Lucía Topolansky, Eduardo Bonomi, Ernesto Agazzi y Luis Almagro) - Democracia Avanzada (lista 1001), integrada por el Partido Comunista, otros grupos y frenteamplistas independientes, con Marcos Carambula, Juan Castillo, Susana Muñiz y Óscar Andrade. - Espacio Celeste (lista 906), Izquierda Democrática - Socialismo Cristiano - Frente Fernando Otorguéz (lista 181563) - CAP-L (lista 7373), integrada por Eleuterio Fernández Huidobro. - Frente Unido, formado por las listas 775005 y 959. - Sublema: Frente Liber Seregni: Alianza encabezada por Danilo Astori, Rafael Michelini, Daniela Payssé y Oscar de los Santos, en un acuerdo político de las listas: - 2121 (Asamblea Uruguay) - 99738 (Nuevo Espacio y Alianza Progresista) - Sublema: Casa Grande: sublema liderado por Constanza Moreira, formado por las listas: - (Partido Socialista de los Trabajadores): lista 1968 - Movimiento de Integración Alternativo: lista 642 - Magnolia: lista 1642 - Agrupación formada por: (PVP-Alternativa-Izquierda en marcha): lista 3311 - Agrupación Resistir (Lista 5127) - (Ir), con Macarena Gelman: Lista 329 - Sublema: Frente en Movimiento: - lista 764, liderado por Nora Castro - Sublema: Unidad y Pluralismo Frenteamplista, formado por: - Partido Socialista (lista 90) - Baluarte Progresista (lista 890) - Izquierda Unida (lista 3041) - Congreso Frenteamplista (lista 6009) - Liga Federal - Movimiento por la Seguridad Social - Diversidad Frenteamplista (lista 1813800) - "De Frente" (lista 1303) - Partido Obrero Revolucionario (lista 871) - Movimiento Uruguay Productivo (Lista 1419) - Agrupación Brazo Libertador (lista 611) - Sublema: Corriente de Unidad Frenteamplista: - Lista 9393 |

| - Alianza Nacional:integrada por Jorge Larrañaga, Carlos Moreira, Verónica Alonso, Sergio Botana, y Francisco Gallinal. Con la lista del Sector de Alianza Nacional en esta ocasión es la Lista 2014 y 33 - Todos: por Luis Lacalle Pou, Carlos Enciso, Graciela Bianchi, Javier García, Luis Alberto Heber, Carol Aviaga y Gustavo Penadés. Representa las listas 71, 40 y 404 - Lista 903 de Sergio Abreu - Propuesta y Acción Nacional de Álvaro Germano bajo la lista 244 - Por la Unidad Nacional de Alem García bajo la lista 504504 - Vos más voz de Alfredo Oliú, bajo la lista 767 |

| - Sublema Vamos Uruguay: bajo la lista 10 de Pedro Bordaberry, Germán Coutinho, Martha Montaner, Germán Cardoso, Ope Pasquet y Yeanneth Puñales. - Sublema Batllistas de Ley - Lista 15, con José Amorín Batlle a la cabeza, seguido de Tabaré Viera, el tercer lugar será ocupado por la dirigente de Cerro Largo Walkiria Olano, y luego Alberto Iglesias. - Lista 9989, de "Izquierda Batllista", con Luis Zúñiga a la cabeza, seguido de Sheila Duarte y Gabriel Carbone. |

| - Lista 909, encabezada por su líder Pablo Mieres seguido por Hebert Gatto. - Lista 696, que representa al Movimiento de los Comunes. |

| - Lista 326: Movimiento 26 de Marzo - Lista 13013: Movimiento Avanzar, intransigencia Socialista y Movimiento por la Ecología - Lista 1969: Partido Humanista, liderado por Aníbal Terán - Lista 3060: Movimiento en Defensa de Jubilados y Pensionistas (MODEJU) - Lista 960: Partido Comunista Revolucionario, liderado por Carlos Sosa y Ricardo Cohen - Lista 101114: Partido Obrero y Campesino del Uruguay (POyCU) |

| Candidatos más votados |                          |                  |                       |
| Tabaré Vázquez         | Luis Alberto Lacalle Pou | Pedro Bordaberry | Pablo Mieres          |
|                        |                          |                  |                       |
| Frente Amplio          | Partido Nacional         | Partido Colorado | Partido Independiente |

## Encuestas de opinión

### Primera vuelta en octubre
| Encuesta                                 | Fecha                    | FA                 | PN                    | PC     | PI     | UP     | Otros                                                           |        |                                               |
| ---------------------------------------- | ------------------------ | ------------------ | --------------------- | ------ | ------ | ------ | --------------------------------------------------------------- | ------ | --------------------------------------------- |
| Encuesta                                 | Fecha                    | Factum             | 23 de octubre de 2014 | 44-46% | 31-33% | 14-16% | 3-4%                                                            | 0,7-1% | PERI: 0,5%-1,0%, En blanco/anulado + PT: 2-3% |
| Encuesta                                 | Fecha                    | Opción Consultores | 23 de octubre de 2014 | 40,2%  | 27,7%  | 11%    | 3%                                                              | 0,7%   | PERI: 0,5%, En blanco o anulados: 2,1%        |
| Radar                                    | 22 de octubre de 2014    | 45,6%              | 31,3%                 | 15,2%  | 3,3%   | 1,4%   | PERI: 0,6%, en blanco/anulado: 2,5%                             |        |                                               |
| Cifra                                    | 22 de octubre de 2014    | 43%                | 32%                   | 18%    | 3,3%   | 0,7%   | otros: 3%                                                       |        |                                               |
| Equipos Mori                             | 22 de octubre de 2014    | 43,6%              | 33,4%                 | 15,1%  | 3,1%   | 0,5%   | Otros 1,4%, en blanco: 2,9%                                     |        |                                               |
| Factum                                   | 22 de octubre de 2014    | 44%                | 32%                   | 15%    | 3%     | 1%     | PERI: 1%, en blanco: 2%, indefinidos: 2%                        |        |                                               |
| Interconsult                             | 21 de octubre de 2014    | 42%                | 32%                   | 14%    | 3%     | 1%     | Otros: 1%, en blanco: 2%, indefinidos: 5%                       |        |                                               |
| Radar                                    | 15 de octubre de 2014    | 43.8%              | 30.4%                 | 13%    | 2.7%   | 1.2%   | Otros: 1%, en blanco: 3.1%, indefinidos: 4.7%                   |        |                                               |
| Equipos                                  | 14 de octubre de 2014    | 41%                | 28%                   | 15%    | 3%     | 1%     | Otros: 1%, en blanco/anulado: 2%, indefinidos: 9%               |        |                                               |
| Interconsult                             | 12 de octubre de 2014    | 42%                | 31%                   | 17%    | 3%     | -      | Otros, en blanco/anulado: 4%, no sabe, no contesta: 3%          |        |                                               |
| Radar                                    | 7 de octubre de 2014     | 40.7%              | 26.1%                 | 10,4%  | 2.2%   | 0.9%   | Otros: 0,7%, en blanco/anulad: 4.5%, indefinidos: 10.8%, nc=3,6 |        |                                               |
| Factum                                   | 6 de octubre de 2014     | 42%                | 32%                   | 15%    | 3%     | 1%     | PERI: 1%, en blanco: 3%, indefinidos: 3%                        |        |                                               |
| Opción Consultores                       | 1 de octubre de 2014     | 41%                | 34%                   | 11%    | 4%     | -      | Otros, en blanco/anulado 5%, indefinidos: 4%                    |        |                                               |
| Cifra                                    | 25 de septiembre de 2014 | 43%                | 33%                   | 15%    | 3%     | 1%     | en blanco/anulado, indefinidos: 5%                              |        |                                               |
| Interconsult                             | 23 de septiembre de 2014 | 41%                | 30%                   | 14%    | 3%     | 1%     | PERI: 1%, en blanco/otros: 4%, ns/nc: 6%                        |        |                                               |
| Equipos                                  | 10 de septiembre de 2014 | 40%                | 28%                   | 11%    | 2%     | -      | Otros: 1%, en blanco/anulado: 3%, indefinidos: 15%              |        |                                               |
| Opción Consultores                       | 9 de septiembre de 2014  | 42%                | 33%                   | 11%    | 3%     | -      | Otros, en blanco/anulado, indefinidos: 11%                      |        |                                               |
| Factum                                   | 9 de septiembre de 2014  | 42%                | 32%                   | 15%    | 3%     | 1%     | PERI: 1%, en blanco: 2%, indefinidos: 4%                        |        |                                               |
| Interconsult                             | 26 de agosto de 2014     | 40%                | 30%                   | 13%    | 3%     | -      | Otros, en blanco/anulado, indefinidos: 14%                      |        |                                               |
| Cifra                                    | 20 de agosto de 2014     | 41%                | 32%                   | 15%    | 4%     | -      | Otros: 1%, en blanco/anulado, indefinidos: 7%                   |        |                                               |
| Opción Consultores                       | 13 de agosto de 2014     | 41%                | 32%                   | 14%    | 2%     | -      | en blanco/anulado, indefinidos: 9%                              |        |                                               |
| Equipos                                  | 13 de agosto de 2014     | 39%                | 30%                   | 13%    | 2%     | -      | Otros: 1%, en blanco/anulado: 2%, indefinidos: 13%              |        |                                               |
| Factum                                   | 7 de agosto de 2014      | 41%                | 31%                   | 15%    | 3%     | 1%     | en blanco/anulado: 2%, indefinidos: 6%                          |        |                                               |
| Interconsult                             | 21 de julio de 2014      | 39%                | 29%                   | 15%    | 2%     | 1%     | PERI: 0,5%, en blanco: 5%, indefinidos: 9%                      |        |                                               |
| Equipos                                  | 16 de julio de 2014      | 42%                | 27%                   | 13%    | 1%     | -      | Indefinidos: 14% Otros: 1% En blanco: 2%                        |        |                                               |
| Cifra                                    | 16 de julio de 2014      | 43%                | 30%                   | 16%    | 4%     | -      | Indefinidos: 6% Otros: 1%                                       |        |                                               |
| Factum                                   | 11 de julio de 2014      | 42%                | 30%                   | 14%    | 3%     | -      | En blanco: 2%, Indefinidos: 7% Otros: 2%                        |        |                                               |
| Opción Consultores                       | 10 de junio de 2014      | 40%                | 30%                   | 14%    | 3%     | -      | En blanco: 6%, Indefinidos: 6% Otros: 1%                        |        |                                               |
| Elecciones internas (1 de junio de 2014) |                          |                    |                       |        |        |        |                                                                 |        |                                               |
| Cifra                                    | 29 de mayo de 2014       | 43%                | 32%                   | 18%    | 2%     | -      | NS/NC/En Blanco/Otros: 5%                                       |        |                                               |
| Equipos                                  | 28 de mayo de 2014       | 44%                | 26%                   | 16%    | 2%     | -      | NS/NC/En Blanco/Otros: 11%                                      |        |                                               |
| Cifra                                    | Mayo de 2014             | 44%                | 30%                   | 18%    | 2%     | -      | NS/NC/En Blanco/Otros: 6%                                       |        |                                               |
| Opción Consultores                       | Abril de 2014            | 43%                | 29%                   | 15%    | 3%     | -      | En blanco: 3%, Indefinidos: 5%                                  |        |                                               |
| Factum                                   | Abril de 2014            | 43%                | 27%                   | 15%    | 4%     | 1%     | En blanco: 5%, Indefinidos: 5%                                  |        |                                               |
| Grupo Radar                              | Marzo de 2014            | 36%                | 24%                   | 14%    | 3%     | 1%     | En blanco: 8%, No sabe o no contesta: 16%                       |        |                                               |
| Interconsult                             | Febrero de 2014          | 45%                | 30%                   | 15%    | 2%     | -      | En blanco: 4%, No sabe o no contesta: 4%                        |        |                                               |
| Equipos Mori                             | Febrero de 2014          | 44%                | 26%                   | 14%    | 3%     | -      | En blanco: 3%, No sabe o no contesta: 10%                       |        |                                               |
| Equipos Mori                             | Diciembre de 2013        | 44%                | 25%                   | 14%    | 2%     | -      | En blanco, anulados, indefinidos o para otros partidos: 15%     |        |                                               |
| CIFRA                                    | 1-9 de junio de 2013     | 45%                | 23%                   | 15%    | 2%     | -      | En blanco, anulados, indefinidos o para otros partidos: 15%     |        |                                               |
| Factum                                   | 1.er trimestre de 2013   | 43%                | 23%                   | 16%    | 2%     | -      | En blanco, anulado o ninguno: 8%, Indefinidos: 8%               |        |                                               |
| Equipos Mori                             | Agosto-octubre de 2012   | 41%                | 23%                   | 15%    | 2%     | -      | Otros partidos 1%, En blanco o anulado 2%, Indecisos: 16%       |        |                                               |
| CIFRA                                    | Septiembre de 2012       | 36%                | 21%                   | 17%    | 2%     | -      | Indecisos: 24%                                                  |        |                                               |
| Equipos Mori                             | Junio-agosto de 2012     | 42%                | 25%                   | 15%    | 2%     | -      | Indecisos: 13%                                                  |        |                                               |
| Radar                                    | 1-20 de junio de 2012    | 40%                | 21%                   | 14%    | 2%     | 1%     | En blanco o anulado: 10%, No sabe / no contesta: 13%.           |        |                                               |
| Interconsult                             | 10-12 de marzo de 2012   | 37%                | 24%                   | 14%    | 1,4%   | 0,9%   | En blanco 8%, No sabe: 13%                                      |        |                                               |
| CIFRA                                    | 10-16 de febrero de 2012 | 42%                | 17%                   | 15%    | 2%     | -      | No sabe / No contesta: 24%                                      |        |                                               |

### Balotaje en noviembre
En toda la serie de encuestas de intención de voto realizadas desde el año 2012 a la fecha de la primera elección, ninguna manejó la posibilidad de que se diera una victoria en primera vuelta.  En el mes de julio de 2014 comenzaron a publicarse encuestas que hipotetizaban el escenario de balotaje, mostrándose así las preferencias del electorado de cara a esa eventualidad. En efecto, se concretó la realización del balotaje en noviembre. Se efectuaron alianzas electorales entre los partidos minoritarios y los dos más votados de cara a la segunda vuelta electoral.
| Encuesta                               | Fecha                   | Tabaré Vázquez     | Luis Alberto Lacalle Pou | NS/NR/NN |       |      |
| -------------------------------------- | ----------------------- | ------------------ | ------------------------ | -------- | ----- | ---- |
| Encuesta                               | Fecha                   | Equipos Mori       | 26 de noviembre de 2014  | 54,5%    | 40,0% | 5,5% |
| Encuesta                               | Fecha                   | Opción Consultores | 26 de noviembre de 2014  | 54,5%    | 39,5% | 6,3% |
| Cifra                                  | 26 de noviembre de 2014 | 54,8%              | 40,4%                    | 4,8%     |       |      |
| Radar                                  | 26 de noviembre de 2014 | 53,2%              | 41,8%                    | 5,0%     |       |      |
| Agesor                                 | 26 de noviembre de 2014 | 52.5%              | 43.5%                    | 4,0%     |       |      |
| Interconsult                           | 26 de noviembre de 2014 | 53% - 55%          | 40% - 42%                | 4% - 5%  |       |      |
| Factum                                 | 25 de noviembre de 2014 | 53% - 55%          | 39% - 41%                | 5% - 7%  |       |      |
| Grupo Radar                            | 21 de noviembre de 2014 | 52,2%              | 42,3%                    | 5,5%     |       |      |
| Agesor                                 | 19 de noviembre de 2014 | 50,3%              | 43,7%                    | 6,0%     |       |      |
| Grupo Radar                            | 13 de noviembre de 2014 | 51.9%              | 41.1%                    | 7,0%     |       |      |
| Equipos Mori                           | 12 de noviembre de 2014 | 52%                | 39%                      | 9%       |       |      |
| Cifra                                  | 12 de noviembre de 2014 | 52%                | 35%                      | 13%      |       |      |
| Factum                                 | 11 de noviembre de 2014 | 52%                | 37%                      | 11%      |       |      |
| Agesor                                 | 9 de noviembre de 2014  | 51%                | 42%                      | 7%       |       |      |
| Equipos Mori                           | 6 de noviembre de 2014  | 53%                | 38%                      | 9%       |       |      |
| Factum                                 | 6 de noviembre de 2014  | 52%                | 36%                      | 12%      |       |      |
| Agesor                                 | 6 de noviembre de 2014  | 50,0%              | 43,8%                    | 6,2%     |       |      |
| Primera vuelta (26 de octubre de 2014) |                         |                    |                          |          |       |      |
| Interconsult                           | 14 de octubre de 2014   | 46%                | 47%                      | 7%       |       |      |
| Grupo Radar                            | 7 de octubre de 2014    | 45%                | 40%                      | 15%      |       |      |
| Opción Consultores                     | 1 de octubre de 2014    | 47,1%              | 45,5%                    | 7,4%     |       |      |
| Interconsult                           | septiembre de 2014      | 47%                | 46%                      | 7%       |       |      |
| Factum                                 | 26 de agosto de 2014    | 50%                | 48%                      | 2%       |       |      |
| Opción Consultores                     | 13 de agosto de 2014    | 48%                | 45%                      | 7%       |       |      |
| Interconsult                           | 6 de agosto de 2014     | 46%                | 44%                      | 10%      |       |      |
| Equipos Mori                           | 1 de agosto de 2014     | 47%                | 39%                      | 14%      |       |      |
| Factum                                 | 24 de julio de 2014     | 51%                | 46%                      | 3%       |       |      |

## Resultados oficiales

### Primera vuelta

#### Resultados presidenciales oficiales
En la primera vuelta de estas elecciones, que tuvieron lugar el 26 de octubre de 2014, el Frente Amplio resultó el partido más votado, con 1.134.187 votos, lo cual corresponde a un 49,5% del total de los votos válidos. Lo siguió el Partido Nacional con 732.601 (31,9%), el Partido Colorado con 305.699 (13,3%), el Partido Independiente con 73.379 (3,2%) y la Unidad Popular con 26.869 (1,2%). Dentro de los 2.372.117 votos emitidos también hubo 44.688 votos en blanco, 33.419 votos anulados y 222 votos observados-anulados. Al no obtener ninguna candidatura presidencial el 50% de los sufragios, se procedió a la realización de una segunda vuelta entre las dos fórmulas presidenciales más votadas el último domingo de noviembre.
| Partido político / Coalición             | Fórmula presidencial                         | Votos al partido | Porcentaje | Senadores | Diputados | Resultado             |
| ---------------------------------------- | -------------------------------------------- | ---------------- | ---------- | --------- | --------- | --------------------- |
| Frente Amplio                            | Tabaré Vázquez - Raúl Sendic                 | 1.134.187        | 47,81 %    | 15/30     | 50/99     | Balotaje              |
| Partido Nacional                         | Luis Alberto Lacalle Pou - Jorge Larrañaga   | 732.601          | 30,88 %    | 10/30     | 32/99     | Balotaje              |
| Partido Colorado                         | Pedro Bordaberry - Germán Coutinho           | 305.699          | 12,89 %    | 4/30      | 13/99     | No llegan al balotaje |
| Partido Independiente                    | Pablo Mieres - Conrado Ramos                 | 73.379           | 3,09 %     | 1/30      | 3/99      | No llegan al balotaje |
| Unidad Popular                           | Gonzalo Abella - Gustavo López               | 26.869           | 1,13 %     | 0/30      | 1/99      | No llegan al balotaje |
| Partido Ecologista Radical Intransigente | César Vega - Richard Álvarez                 | 17.835           | 0,75 %     | 0/30      | 0/99      | No llegan al balotaje |
| Partido de los Trabajadores              | Rafael Fernández Rodríguez - Andrea Revuelta | 3.218            | 0,13 %     | 0/30      | 0/99      | No llegan al balotaje |
| Plebiscitos                              | Baja de la edad de imputabilidad             | 1.110.283        | 46,8 %     | 46,8 %    | 46,8 %    | No aprobado           |
| Votos anulados                           | Votos anulados                               | 33.419           | 1,4 %      | 1,4 %     | 1,4 %     | 1,4 %                 |
| Votos en blanco                          | Votos en blanco                              | 44.688           | 1,88 %     | 1,88 %    | 1,88 %    | 1,88 %                |
| Votos observados anulados                | Votos observados anulados                    | 222              | 0,01 %     | 0,01 %    | 0,01 %    | 0,01 %                |
| Total de votos válidos a partidos        | Total de votos válidos a partidos            | 2.293.788        | 2.293.788  | 2.293.788 | 2.293.788 | 2.293.788             |
| Total de votos emitidos                  | Total de votos emitidos                      | 2.372.117        | 2.372.117  | 2.372.117 | 2.372.117 | 2.372.117             |
| Total de electores habilitados           | Total de electores habilitados               | 2.620.791        | 2.620.791  | 2.620.791 | 2.620.791 | 2.620.791             |
| Fuente: Corte Electoral                  |                                              |                  |            |           |           |                       |

| Elecciones Generales 2014 |               |               |                  |                  |                  |                  |       |       |
| Departamentos             | Frente Amplio | Frente Amplio | Partido Nacional | Partido Nacional | Partido Colorado | Partido Colorado | SI    | NO    |
| Departamentos             | Votos         | %             | Votos            | %                | Votos            | %                | %     | %     |
| Artigas                   | 21 964        | 40,16%        | 20 881           | 38,31%           | 9073             | 16,60%           | 55,75 | 44,25 |
| Canelones                 | 176 187       | 50,95%        | 99 090           | 28,66%           | 37 669           | 10,90%           | 44,77 | 55,23 |
| Cerro Largo               | 29 191        | 44,76%        | 25 002           | 38,34%           | 7722             | 11,84%           | 46,96 | 53,04 |
| Colonia                   | 39 877        | 42,19%        | 35 378           | 37,42%           | 12 569           | 13,30%           | 49,59 | 50,41 |
| Durazno                   | 16 614        | 36,88%        | 19 979           | 44,36%           | 5627             | 12,49%           | 50,29 | 49,71 |
| Flores                    | 6903          | 33,52%        | 9658             | 46,90%           | 2902             | 14,09%           | 54,96 | 45,04 |
| Florida                   | 20 991        | 39,71%        | 19 877           | 37,60%           | 8159             | 15,43%           | 52,04 | 47,96 |
| Lavalleja                 | 16 431        | 34,48%        | 20 184           | 42,36%           | 7877             | 16,53%           | 57,65 | 42,35 |
| Maldonado                 | 46 692        | 39,41%        | 42 010           | 35,46%           | 18 890           | 15,94%           | 52,60 | 47,40 |
| Montevideo                | 497 184       | 53,51%        | 238 834          | 25,71%           | 98 658           | 10,62%           | 43,32 | 56,68 |
| Paysandú                  | 40 860        | 48,54%        | 28 838           | 34,26%           | 9209             | 10,94%           | 44,77 | 55,23 |
| Río Negro                 | 17 434        | 43,06%        | 13 848           | 34,20%           | 6574             | 16,24%           | 48,96 | 51,04 |
| Rivera                    | 27 987        | 36,26%        | 24 461           | 31,70%           | 20 738           | 26,87%           | 59,46 | 40,54 |
| Rocha                     | 23 403        | 42,45%        | 19 001           | 34,47%           | 7958             | 14,44%           | 51,45 | 48,55 |
| Salto                     | 45 409        | 50,05%        | 19 659           | 21,67%           | 20 614           | 22,72%           | 44,65 | 55,35 |
| San José                  | 33 665        | 44,61%        | 27 291           | 36,16%           | 8707             | 11,54%           | 45,60 | 54,40 |
| Soriano                   | 30 117        | 45,79%        | 22 184           | 33,73%           | 9073             | 13,80%           | 46,91 | 53,09 |
| Tacuarembó                | 27 949        | 39,49%        | 28 836           | 40,74%           | 10 180           | 14,38%           | 51,11 | 48,89 |
| Treinta y tres            | 15 329        | 39,82%        | 17 590           | 45,69%           | 3500             | 9,09%            | 52,08 | 47,92 |
| Total                     | 1.134.187     | 47,81%        | 732.601          | 30,88%           | 305.699          | 12,89%           | 46,81 | 53,19 |

#### Senadores electos
En esta primera vuelta, también quedó definida la integración de la Cámara de Senadores y la Cámara de Representantes. En el Senado, el Frente Amplio obtuvo 15 integrantes (eventualmente, la mayoría absoluta en el Senado quedaría confirmada con la elección de Raúl Sendic a la Vicepresidencia, en la segunda vuelta electoral), el Partido Nacional logró 10 miembros, el Partido Colorado 4 y el Partido Independiente 1.
| Partido / Coalición           | Escaños |
| ----------------------------- | --- |
| Frente Amplio                 | 15 (José Mujica, Lucía Topolansky, Eduardo Bonomi, Ernesto Agazzi, Luis Almagro, Patricia Ayala, Raúl Sendic, Leonardo De León, Marcos Carámbula, Danilo Astori, Rafael Michelini, Daniela Paysse, Daniel Martínez, Mónica Xavier y Constanza Moreira) |
| Partido Nacional              | 10 (Luis Alberto Lacalle Pou, Carlos Enciso, Graciela Bianchi, Javier García, Luis Alberto Heber, Carol Aviaga, Jorge Larrañaga, Carlos Moreira, Verónica Alonso y Sergio Botana)                                                                      |
| Partido Colorado              | 4 (Pedro Bordaberry, Germán Coutinho, Martha Montaner y José Amorín) |
| Partido Independiente         | 1 (Pablo Mieres) |
| Fuente: Senadores 2015 - 2020 | |

#### Representantes nacionales
En la Cámara de Representantes, el Frente Amplio obtuvo la mayoría absoluta del organismo, con 50 miembros. En tanto, el Partido Nacional logró 32 bancas, el Partido Colorado 13, el Partido Independiente 3 y accedió a la cámara de diputados la Unidad Popular con una banca.
| Departamento               | Partido / Coalición   | Votos   | %      | Escaños |
| -------------------------- | --------------------- | ------- | ------ | --- |
| Artigas 2 diputados        | Frente Amplio         | 21.964  | 40,19% | 1 (Silvio Ríos) |
| Artigas 2 diputados        | Partido Nacional      | 20.881  | 38,21% | 1 (Mario Ayala) |
| Canelones 15 diputados     | Frente Amplio         | 176.187 | 50,95% | 8 (Sebastián Sabini, Nelson Larzabal, Orquídea Minetti, Washington Silvera, Carlos Reutor, José Carlos Mahía, Marcos Otheguy y Luis Gallo Cantera) |
| Canelones 15 diputados     | Partido Nacional      | 99.090  | 28,66% | 4 (Amin Niffouri, Sebastian Andujar, Daniel Peña y Alberto Perdomo) |
| Canelones 15 diputados     | Partido Colorado      | 37.669  | 10,89% | 2 (Adrián Peña y Graciela Matiaude) |
| Canelones 15 diputados     | Partido Independiente | 10.827  | 3,13%  | 1 (Daniel Radío) |
| Cerro Largo 2 diputados    | Frente Amplio         | 29.191  | 44,76% | 1 (Alfredo Fratti) |
| Cerro Largo 2 diputados    | Partido Nacional      | 25.002  | 38,34% | 1 (Jose Yurramendi) |
| Colonia 3 diputados        | Frente Amplio         | 39.877  | 42,18% | 1 (Mercedes Santalla) |
| Colonia 3 diputados        | Partido Nacional      | 35.378  | 37,42% | 1 (Edmundo Roselli) |
| Colonia 3 diputados        | Partido Colorado      | 12.569  | 13,30% | 1 (Daniel Bianchi) |
| Durazno 2 diputados        | Partido Nacional      | 19.979  | 44,36% | 1 (Carmelo Vidalín) |
| Durazno 2 diputados        | Frente Amplio         | 16.614  | 36,88% | 1 (Martín Tierno) |
| Flores 2 diputados         | Partido Nacional      | 9.658   | 46,90% | 1 (Armando Castaingdebat) |
| Flores 2 diputados         | Frente Amplio         | 6.903   | 33,52% | 1 (Federico Ruiz) |
| Florida 2 diputados        | Frente Amplio         | 20.991  | 39,71% | 1 (Carlos Rodríguez) |
| Florida 2 diputados        | Partido Nacional      | 19.877  | 37,60% | 1 (José Andres Arocena) |
| Lavalleja 2 diputados      | Partido Nacional      | 20.184  | 42,36% | 1 (Mario Garcia) |
| Lavalleja 2 diputados      | Frente Amplio         | 16.431  | 34,48% | 1 (Javier Umpierrez) |
| Maldonado 6 diputados      | Frente Amplio         | 46.692  | 39,41% | 2 (Dario Perez y Óscar de los Santos) |
| Maldonado 6 diputados      | Partido Nacional      | 42.010  | 35,46% | 2 (Nelson Rodríguez y Enrique Antía) |
| Maldonado 6 diputados      | Partido Colorado      | 18.890  | 15,94% | 1 (Germán Cardoso) |
| Maldonado 6 diputados      | Partido Independiente | 3.853   | 3,25%  | 1 (Heriberto Sosa) |
| Montevideo 41 diputados    | Frente Amplio         | 497.184 | 53,51% | 23 (Alejandro Sánchez, Daniel Caggiani, Susana Pereyra, Óscar Groba, Julio Battistoni, Ivonne Passada, Daniel Placeres, Gonzalo Mujica, Lilián Galan, Felipe Carballo, Pablo Gonzalez, Cristina Lustemberg, Gonzalo Civila, Gabriela Barreiro, Roberto Chiazzaro, Carlos Varela, Alfredo Asti, Berta Sanseverino, Óscar Andrade, Luis Puig, Fernando Lorenzo, Macarena Gelman, Victor Semproni) |
| Montevideo 41 diputados    | Partido Nacional      | 238.834 | 25,71% | 11 (Veronica Alonso, Jorge Gandini, Pablo Iturralde, Pablo Abdala, Álvaro Delgado, Martín Lema, Graciela Bianchi, Gustavo Penadés, Jaime Trobo, Javier García, Gloria Rodríguez) |
| Montevideo 41 diputados    | Partido Colorado      | 98.658  | 10,62% | 5 (Guillermo Facello, Fernando Amado, Valentina Rapela, José Amorin, Ope Pasquet) |
| Montevideo 41 diputados    | Partido Independiente | 38.311  | 4,12%  | 1 (Iván Posada) |
| Montevideo 41 diputados    | Unidad Popular        | 14.968  | 0,16%  | 1 (Eduardo Rubio) |
| Paysandú 3 diputados       | Frente Amplio         | 40.860  | 48,54% | 1 (Cecilia Bottino) |
| Paysandú 3 diputados       | Partido Nacional      | 28.838  | 34,26% | 1 (Nicolas Olivera) |
| Paysandú 3 diputados       | Partido Colorado      | 9.209   | 10,94% | 1 (Walter Verri) |
| Río Negro 2 diputados      | Frente Amplio         | 17.434  | 43,06% | 1 (Constante Mendiondo) |
| Río Negro 2 diputados      | Partido Nacional      | 13.848  | 34,20% | 1 (Omar Lafluf) |
| Rivera 3 diputados         | Frente Amplio         | 27.987  | 36,26% | 1 (Saúl Aristimuño) |
| Rivera 3 diputados         | Partido Nacional      | 24.461  | 31,70% | 1 (Gerardo Amarilla) |
| Rivera 3 diputados         | Partido Colorado      | 20.738  | 26,87% | 1 (Tabaré Viera) |
| Rocha 2 diputados          | Frente Amplio         | 23.403  | 42,45% | 1 (Aníbal Pereyra) |
| Rocha 2 diputados          | Partido Nacional      | 19.001  | 34,47% | 1 (José Carlos Cardoso) |
| Salto 3 diputados          | Frente Amplio         | 45.409  | 50,05% | 2 (Andrés Lima y Manuela Mutti) |
| Salto 3 diputados          | Partido Colorado      | 20.614  | 22,72% | 1 (Cecilia Eguiluz) |
| San José 2 diputados       | Frente Amplio         | 33.665  | 44,61% | 1 (Walter de León) |
| San José 2 diputados       | Partido Nacional      | 27.291  | 36,16% | 1 (Ruben Bacigalupe) |
| Soriano 2 diputados        | Frente Amplio         | 30.117  | 45,79% | 1 (Enzo Malan) |
| Soriano 2 diputados        | Partido Nacional      | 22.184  | 33,73% | 1 (Julio Guillermo Besozzi) |
| Tacuarembó 3 diputados     | Partido Nacional      | 28.836  | 40,74% | 1 (Wilson Ezquerra Alonso) |
| Tacuarembó 3 diputados     | Frente Amplio         | 27.949  | 39,49% | 1 (Edgardo Rodríguez) |
| Tacuarembó 3 diputados     | Partido Colorado      | 10.180  | 14,38% | 1 (Martha Montaner) |
| Treinta y Tres 2 diputados | Partido Nacional      | 17.590  | 45,69% | 1 (Edgardo Mier) |
| Treinta y Tres 2 diputados | Frente Amplio         | 15.329  | 39,82% | 1 (Sergio Mier) |

### Segunda vuelta

#### Resultados presidenciales oficiales
| Partido político / Coalición   | Fórmula presidencial                       | Votos     | Porcentaje de votos válidos | Porcentaje de votos emitidos | Resultado         |
| ------------------------------ | ------------------------------------------ | --------- | --------------------------- | ---------------------------- | ----------------- |
| Frente Amplio                  | Tabaré Vázquez - Raúl Sendic               | 1.241.568 | 56,50 %                     | 53,48 %                      | Fórmula ganadora  |
| Partido Nacional               | Luis Alberto Lacalle Pou - Jorge Larrañaga | 955.741   | 43,50 %                     | 41,17 %                      | Fórmula perdedora |
| Votos en blanco                | Votos en blanco                            | 63.591    | -                           | 2,74 %                       |                   |
| Votos anulados                 | Votos anulados                             | 60.042    | -                           | 2,59 %                       |                   |
| Votos observados anulados      | Votos observados anulados                  | 433       | -                           | 0.019 %                      |                   |
| Total de votos válidos         | Total de votos válidos                     | 2.197.309 | 2.197.309                   | 2.197.309                    |                   |
| Total de votos emitidos        | Total de votos emitidos                    | 2.321.375 | 2.321.375                   | 2.321.375                    |                   |
| Total de electores habilitados | Total de electores habilitados             | 2.620.791 | 2.620.791                   | 2.620.791                    |                   |

En la segunda vuelta de estas elecciones, que tuvieron lugar el 23 de noviembre de 2014, la fórmula del Frente Amplio resultó vencedora, con 1.241.568 votos que representan el 56.5% del total de los votos válidos, contra el los 955.741 votos obtenidos por la fórmula del Partido Nacional, representando un 43.5% de los votos válidos. Considerando los votos emitidos, la fórmula Vazquez-Sendic obtuvo el 53,48% contra el 41,17% de la fórmula Lacalle-Larrañaga. Hubo, además 63.591 votos en blanco (2,87%), 60.042 votos anulados (2,59%) y 433 votos observados que resultaron anulados. Por consiguiente, Tabaré Vazquez y Raúl Sendic resultaron elegidos presidente y vicepresidente respectivamente.

### Resultados por departamentos en segunda vuelta
| Departamentos ganados por el Frente Amplio (11)   |
| Departamentos ganados por el Partido Nacional (8) |

| Departamentos  | Vázquez/Sendic | Vázquez/Sendic | Lacalle/Larrañaga | Lacalle/Larrañaga |
| Departamentos  | Votos          | %              | Votos             | %                 |
| Artigas        | 25.999         | 50,95%         | 25.030            | 49,05%            |
| Canelones      | 190.042        | 59,52%         | 129.228           | 40,48%            |
| Cerro Largo    | 33.915         | 54,91%         | 27.845            | 45,09%            |
| Colonia        | 44.649         | 50,53%         | 43.711            | 49,47%            |
| Durazno        | 19.871         | 47,77%         | 21.729            | 52,23%            |
| Flores         | 8.217          | 42,48%         | 11.124            | 57,52%            |
| Florida        | 24.105         | 49,28%         | 24.807            | 50,72%            |
| Lavalleja      | 19.110         | 43,53%         | 24.794            | 56,47%            |
| Maldonado      | 52.679         | 48,20%         | 56.611            | 51,80%            |
| Montevideo     | 524.966        | 61,30%         | 331.454           | 38,70%            |
| Paysandú       | 44.720         | 56,90%         | 33.875            | 43,10%            |
| Río Negro      | 19.688         | 52,20%         | 18.012            | 47,80%            |
| Rivera         | 35.782         | 49,95%         | 35.850            | 50,05%            |
| Rocha          | 26.389         | 51,86%         | 24.494            | 48,14%            |
| Salto          | 51.469         | 60,70%         | 33.317            | 39,30%            |
| San José       | 37.450         | 53,40%         | 32.686            | 46,60%            |
| Soriano        | 33.139         | 53,97%         | 28.258            | 46,03%            |
| Tacuarembó     | 31.815         | 48,12%         | 34.303            | 51,88%            |
| Treinta y Tres | 17.563         | 48,55%         | 18.613            | 51,45%            |
| Total          | 1.241.568      | 56,50%         | 955.741           | 43,50%            |

## Asunción de autoridades
Los legisladores electos en las elecciones del 26 de octubre de 2014 asumieron sus cargos el 15 de febrero de 2015.
El Presidente de la República y Vicepresidente electos en las elecciones del 23 de noviembre de 2014 (balotaje), asumieron sus funciones el 1 de marzo de 2015.